# Leucothyreus subcoriaceus
Leucothyreus subcoriaceus är en skalbaggsart som beskrevs av Ohaus 1931. Leucothyreus subcoriaceus ingår i släktet Leucothyreus och familjen Rutelidae. Inga underarter finns listade i Catalogue of Life.